# Isabel de Castella (nascuda el 1518)
Isabel de Castella (València, 1518 - 1565?) fou l'única filla de Germana de Foix.
En els documents oficials on apareix anomenada se li concedeix el títol d'infanta de Castella i se la designa com a filla de la Majestat de l'Emperador. Va estar al convent de La nostra Senyora de Gràcia el Reial de Madrigal, Àvila, en la qual va conviure amb dues filles naturals de Ferran el Catòlic, ambdues anomenades Maria.
En el testament de Germana de Foix, realitzat pocs dies abans de la seva mort l'octubre de 1538, se li atorga un collaret de 133 perles gruixudes:
| « | «Ittem, llegamos (sic) y dexamos aquel hilo de perlas gruessas de nuestra persona, que es el mejor que tenemos, en el qual ay Çiento y treynta (sic) tres perlas, a la sereníssima doña Ysabel, Ynfanta de Castilla, hija de la Mat. del Emperador, mi señor e hijo, y esto por el sobrado amor que tenemos a Su Alteza".» | » |

En la carta de Ferran d'Aragó, duc de Calàbria, vidu de Germana, escrita a l'emperadriu Isabel, esposa de Carles I d'Espanya, s'informa que aquesta infanta era filla de la mateixa Germana:
| « | «Con ésta irá la copia del dicho testamento auctenticada, porque por ella vea V. Mag. el legado de las perlas que dexa a la serma. infanta doña Ysabel, su hija. V. Magd. mandará screuirme si se servida que se le embien con hombre propio, o si será servida embiar por ellas, o lo que más fuere de su servicio...» | » |

Finalment, el secretari de torn, a l'hora de resumir el testament de Germana, posà com a segon llegat més important, després d'una copa d'or que la reina Germana havia deixat a l'emperador, el destinat a donya Isabel de Castella:
| « | «Itero, a la sma. sra. Infanta doña Ysabel, hija de Su Mt., un collar de oro con perlas, el mejor que tiene.» | » |

Per una referència de Pedro Girón, que en els seus papers de l'any 1537 la cita d'una manera molt escarida entre altres personatges de la cort, es dedueix que encara estava viva i que es trobava de dol. En el capítol que titula Dichos satíricos dedicados a diversos personajes, n'apareix un que diu:
| « | «A doña Isabel de Castilla: Mulier quit ploras, ¿quem querís?» | A donya Isabel de Castella: Dona que plores, ¿què vols?. | » |